# Relação de Ghyben–Herzberg

Corte esquemático através da zona terminal de um aquífero basal (ou lenticular), mostrando a forma lenticular que resulta do equilíbrio entre as massas de água doce e salgada descritas pela relação de Ghyben-Herzberg. Os símbolos e são os mesmos que aparecem nas equações abaixo.

A relação de Ghyben-Herzberg ou lei de Ghyben-Herzberg (por vezes grafado Ghijben-Herzberg) é um modelo matemático que descreve a relação de equilíbrio hidrostático que governa a espessura de água doce num aquífero lenticular, mais conhecido por aquífero basal, formado devido à diferença de densidade entre as massas de água doce e de água salgada numa formação geológica isotrópica, hidraulicamente não confinada e com elevada permeabilidade. A equação descreve descreve a relação entre as águas subterrâneas doces e salgadas em pequenas ilhas ou em regiões costeiras de substrato muito permeável, nas quais a equação de Ghyben-Herzberg é usada para estimar a dimensão da lente de água doce ou para prevenir a intrusão de água salgada durante a construção de captações perto do mar. A equação é baseada no princípio de Arquimedes e foi inicialmente publicada em 1888 por Willem Badon Ghijben, sendo a sua aplicação alargada em 1901 por Alexander Herzberg.

## Descrição
A lente de água doce existe em equilíbrio hidrostático com a massa de água salgada, flutuando sobre esta em resultado da menor densidade da água doce e da relativa imiscibilidade que resulta das características do escoamento laminar em meio poroso que ocorre no aquífero.
A relação de equilíbrio entre as massas de água doce e salgada e a dinâmica da intrusão salina em aquíferos isotrópicos foi inicialmente descrita pela formulação proposta por Willem Badon Ghijben em 1888 e 1889, posteriormente aperfeiçoada em 1901 pelo engenheiro berlinense Alexander Herzberg, dando origem à chamada relação de Ghyben–Herzberg (ou lei de Ghyben-Herzberg).
As soluções analíticas derivadas daquela relação descrevem aproximadamente o comportamento da intrusão, mas requerem que seja assumido um conjunto de condições que nem sempre se verificam, o que leva a que os resultados nem sempre modelem correctamente o que é observado.
A relação de Ghyben–Herzberg, representada na figura ao lado, pode ser descrita pela seguinte equação:

{\displaystyle z={\frac {\rho _{f}}{(\rho _{s}-\rho _{f})}}h}

onde a espessura da massa de água doce acima do nível do mar é representada por {\displaystyle h} e a espessura da mesma massa de água abaixo do nível do mar por {\displaystyle z}. As duas espessuras, {\displaystyle h} e {\displaystyle z}, estão relacionadas entre si pela rácio entre {\displaystyle \rho _{f}} e {\displaystyle \rho _{s}}, onde {\displaystyle \rho _{f}} é a densidade da água doce e {\displaystyle \rho _{s}} é a densidade da água salgada. Como a água doce tem uma densidade de aproximadamente 1,000 gramas por centímetro cúbico (g/cm3) a 20 °C, enquanto a água salgada tem uma densidade de cerca de 1,025 g/cm3 à mesma temperatura, a equação pode ser simplificada para:
{\displaystyle z\ =40h}.
Nas condições de densidade atrás descritas, admitindo que o material que forma o aquífero é homogéneo e isotrópico na sua condutividade hidráulica, a relação de Ghyben–Herzberg determina que para cada 1 m de elevação da água doce acima do nível do mar existem 40 m de água doce para baixo daquele nível. Esta relação é apenas aproximada, fornecendo um valor indicativo que pode ser refinado recorrendo às modernas técnicas de computação com recurso a métodos numéricos, geralmente diferenças finitas ou elementos finitos, que requerem menor grau de simplificação e podem ser mais facilmente generalizados na sua aplicação.
Admitindo uma densidade da água doce ({\displaystyle \rho _{f}}) de 1,000 kg/l e a da água salgada ({\displaystyle \rho _{s}}) como 1,025 kg/l, um exemplo de aplicação da relação conduz aos seguintes resultados:
{\displaystyle \rho _{\text{f}}=1{,}000g/cm^{3}}.
{\displaystyle \rho _{\text{s}}=1{,}025g/cm^{3}}.
que aplicado na fórmula conduz a:
{\displaystyle {\frac {\rho _{\text{f}}}{\rho _{\text{s}}-\rho _{\text{f}}}}={\frac {1}{1{,}025-1}}={\frac {1}{0{,}025}}=40}
pelo que sob as condições usuais da água salgada e de água doce teremos:
{\displaystyle z=40h},
no entanto, dependendo da salinidade assumida, esse valor pode variar. Cada metro de água doce acima do nível do mar corresponde a aproximadamente 40 metros de água doce abaixo do nível do mar. Por exemplo, se o nível do lençol freático estivar a uma altura de 3 metros acima do nível do mar, num poço próximo ao mar a água seria doce até uma profundidade de {\displaystyle 3\cdot 40m=120m} abaixo do nível médio do mar. Nesse caso, a espessura total da água doce seria: {\displaystyle 3m+120m=123m}.
Tendo em conta que a relação de Ghyben-Herzberg é uma manifestação da impulsão arquimediana, a espessura da lentícula de água doce para baixo do nível do mar varia inversamente com o aumento da densidade da água salgada. Como exemplo extremo, veja-se que no caso do Mar Morto, cuja salinidade extrema faz com que a água tenha uma densidade média de:
{\displaystyle \rho _{\text{s}}=1{,}240g/cm^{3}},
de que resulta:
{\displaystyle {\frac {\rho _{\text{f}}}{\rho _{\text{s}}-\rho _{\text{f}}}}={\frac {1}{1{,}240-1}}={\frac {1}{0{,}240}}\approx 4{,}15}
pelo que a relação entre a espussura acima e abaixo do nível do mar será:
{\displaystyle h_{\text{oMS}}\approx 4{,}15h},
ou seja, por cada 1 m de coluna de água doce acima do nível do mar existirá apenas 4,15 m de coluna de água doce abaixo daquele nível, valor quase 10 vezes menor que o verificado em águas com a salinidade média dos oceanos. Repetindo o exemplo anterior, se a superfície freática estiver a 3 m acima do nível médio do mar, a superfície inferior estará a {\displaystyle 3\cdot 4{,}15m=12{,}45m} abaixo do nível médio do mar, pelo que a espessura total da camada de água doce será de apenas: {\displaystyle 12{,}45m+3,00m=15{,}45m}.